# Ministeriet for Island
Ministeriet for Island var placeret i København i 1874-1904 og i Reykjavík 1904-1928.

## Islandske departement
Det islandske departement blev oprettet i november 1848. Departementet tog sig også af færøske og grønlandske anliggender.
Administrativt (ansatte og bevillinger) hørte departementet under Indenrigsministeriet indtil 1855, derefter kom det under Justitsministeriet.
Politisk hørte sagerne dog under vedkommende fagminister (fx Ministeriet for Kirke- og Undervisningsvæsenet). Fra 1855 overtog justitsministeren også det politiske ansvar for de færøske og islandske sager, der tidligere havde hørt under indenrigsministeren (fx kommuner og landbrug). Indenrigsministeren bevarede dog det politiske ansvar for de grønlandske sager.

## Ministeriet for Island
I 1874 blev departementet omdannet til Ministeriet for Island. Frem til 1904 var justitsministeren også Minister for Island. I forbindelse med omdannelsen blev de færøske sager flyttet over i Justitsministeriet, mens Ministeriet for Island overtog alle skole- og kirkesager.
I 1904 blev ministeriet flyttet fra København til Reykjavík.
Ministeriet blev nedlagt i 1918, og i 1928 blev arkiverne fordelt mellem Danmark og Island.
Listen over ministre kan findes på siden Ministre for Island.